# La Trinité (Sabaudia)
Trinité – miejscowość i gmina we Francji, w regionie Owernia-Rodan-Alpy, w departamencie Sabaudia.
Według danych na rok 1990 gminę zamieszkiwało 215 osób, a gęstość zaludnienia wynosiła 44 osób/km² (wśród 2880 gmin regionu Rodan-Alpy Trinité plasuje się na 1412. miejscu pod względem liczby ludności, natomiast pod względem powierzchni na miejscu 1522.).